# Taraxacum lehbertii
Taraxacum lehbertii là một loài thực vật có hoa trong họ Cúc. Loài này được H.Lindb. ex Pettersson & H.Lindb. miêu tả khoa học đầu tiên năm 1938.